# Zbuntowany jeniec
Zbuntowany jeniec – marmurowa rzeźba Michała Anioła, wykonana ok. 1513 roku, znajdująca się obecnie w Luwrze.
Rzeźba, wraz z drugą figurą – Umierającym jeńcem miała stanowić część nagrobka papieża Juliusza II. Profil głowy przedstawionej postaci wzorowany jest na rzeźbie hellenistycznej i przypomina Grupę Laokoona – starożytne dzieło, przy którego odkryciu był obecny Michał Anioł podczas wykopalisk prowadzonych w 1506 roku w Domus Aurea.